# Рабе, Карин
Карин Рабе (швед. Karin Rabe) — шведская ориентировщица, победительница чемпионатов мира и Европы по спортивному ориентированию.
Четыре раза становилась чемпионкой мира по спортивному ориентированию в эстафете — в 1981, 1983, 1985 и 1989 годах.
Дважды (в 1978 и 1987 годах) завоёвывала серебро в составе шведской эстафетной команды.

На чемпионатах мира 1981
и 1987 годов становилась призером, выиграв бронзовую и серебряную медаль соответственно.